# Коломийський шлях
Коломийський шлях — давній торговий шлях.
1. Назва (відома з 1170) частини транс'європейської торгової магістралі Булгар Великий–Київ–Галич (давній). Шлях пролягав з Києва через Заруб, Котельницю (нині с. Стара Котельня Андрушівського району Житомирської обл.), «Чорні клобуки» (тер. Поросся), південні волості Болоховської землі у напрямку на Теребовль, Галич (давній) і Коломию.
2. Назва (відома з документів 1718) «тракту соляного» (ним возили покутську сіль «в головажнях»; див. Голважня) з Вінниці на Луку (нині село Немирівського району), Ворошилівку (нині село Тиврівського району; обидва Вінницької обл.) й на півд. від Бару, там цей шлях з'єднувався в напрямку на Коломию з Кучманським шляхом;
3. Назва (відома з документів 1741) шляху «прасольною з Коломиї» (прасол — оптовий скупник худоби, с.-г. сировини тощо), він вів на Гвіздець, Городенку, Устечко (нині село Заліщицького району), Товсте, Колиндяни, Пробіжну (нині обидва села Чортківського району; усі Тернопільської обл.), Гусятин, Сатанів, Проскурів (нині місто Хмельницький), Летичів, Новокостянтинів (нині село Летичівського району Хмельницької обл.), Хмільник, Пиків (нині село Калинівського району Вінницької обл.), Паволоч (нині село Попільнянського району Житомирської обл.), Фастів і через Васильківський форпост (див. Васильків) прямував до Києва.